# ジョン・ポーター
ジョン・ポーター（John Porter、1838年3月2日 - 1922年2月21日）は、イングランドのサラブレッド平地競走の調教師。イギリス三冠馬を3頭調教した。「ヴィクトリア時代で間違いなく最も成功した調教師」（英国国立競馬博物館）、「19世紀の最後の四半世紀における最大の調教師」（競馬史家のロジャー・ロングリグ）と評されている。
バークシャーにあるニューベリー競馬場の創設者でもある。

## 幼少期
ポーターの父ジョンは仕立て屋であり、母は裁縫師であった。両親が病の治療のためスタッフォードシャーのルージリー（Rugeley）のパーマー（William Palmer）という医師のもとに逗留しているあいだに、ポーターが生まれた。
このパーマー医師は後に「ルージリーの毒殺魔」とか「毒殺公」として知れ渡る人物で、19世紀のイギリスを代表する殺人鬼であった。パーマー医師は身内に多額の保険金をかけて毒殺する手口で財産を増やし、その金を競走馬や厩舎経営に注ぎ込んでいた。このためにポーターは幼少期から競馬関係者に囲まれて育った。
小学校時代の同級生だったトム・アシュモール（Tom Ashmall）は、のちに1860年の2000ギニーをザウィザード（The Wizard）という馬で制している。なかでもポーターに影響を与えたのが、1849年にザフライングダッチマンで英国ダービーを制したチャールズ・マーロウ騎手（Charles Marlow）だったという。

## 騎手として
ポーターの両親は、息子に法曹界へ進むことを願っていた。しかし、ポーターは14歳で学校を辞め、1852年にジョン・バーラム・デイ（John Barham Day、ジョン・デイ・シニアとも）の厩舎に3年契約の見習いとして丁稚入りした。このときポーターは自分で年季奉公契約証文を作成して持参し、デイ調教師を驚かせたという。
当時、デイ調教師は悪徳高利貸のヘンリー・パドウィックをパトロンに据えてサセックス州のサウスダウンズ丘陵地（South Downs）にあるミチェルグローブ（Michel Grove）に厩舎を構えていた。その頃のポーターは体重がわずか4ストーン10ポンド（約30キログラム）で、普通であればおそらく騎乗機会に大いに恵まれただろうと考えられている。しかし同厩には、のちにイギリスのチャンピオン騎手となるジョン・ウェルズ（John Wells、1833 - 1873）という見習い騎手がいて、ポーターには騎手としての実戦の機会があまり巡ってこなかった。
ポーターの騎手デビュー戦は1854年のグッドウッド競馬場で、初勝利は翌1855年のブライトン競馬場（Brighton Racecourse）であげた。その後、騎手としては1858年のダービーにCarmelで出走したのが最後の騎乗になった。これらを含めても、ポーターの騎手としての出走回数は通算20走に満たない。

## 馬丁として
騎手としては全く機会が得られなかったが、この間もポーターは厩舎で競走馬の調教を学んでいた。
1855年春、パドウィックから厩舎を任されていたジョン・バーラム・デイ調教師が解任された。代わって厩舎を任されたのがウィリアム・ゴーター調教師（William Goater）である。ポーターはゴーター師によって厩舎の筆頭馬丁に抜擢された。このときポーターは17歳だった。
まもなくゴーター調教師は厩舎をサセックス州のフィンドン（Findon）に移転した。

## 調教師として

### キャノンズヒース時代（1863年 - 1867年）
1863年、ゴーター調教師の下で働くポーターに新たな働き先を紹介してきた人物がいた。当時ゴーター厩舎に競走馬を預託していた有力者の一人、12代ウェストモーランド伯爵である。
ビクトリア朝時代の有名な馬主でジョセフ・ホーリー卿（Sir Joseph Hawley）という人物がいた。当時すでにテディントン（Teddington）、ビーズマン（Beadsman）でのダービー2勝など、英国クラシック競走6勝のキャリアを有する馬主である。ホーリー卿は競馬を始めてすぐにハンプシャー州キャノンズヒース（Cannons Heath）に個人厩舎を開設していた。ホーリー卿は1から10まで自ら指図するタイプだった。そのホーリー卿の専属調教師として活躍していたジョージ・マニング調教師（George Manning）が1863年に没した。ウェストモーランド伯爵は、その後任にと、ホーリー卿にジョン・ポーターを推挙したのだった。
ホーリー卿はジョン・ポーターが若すぎると懸念したものの、年100ポンドの給与を支払う条件でポーターをキャノンズヒース厩舎の専属調教師に据えた。とはいえ、ホーリー卿は自ら厩舎のあらゆることを指図する人物だったので、専属調教師といっても実態は単なる馬丁扱いだったという。
このとき厩舎には12頭の競走馬がいた。そして専属騎手には、かつてのジョン・デイ厩舎での見習い騎手仲間だったジョン・ウェルズ騎手がいた。ポーターとウェルズ騎手のコンビは、1年目の1863年の秋のドンカスター競馬場でキャノンズヒース厩舎・ポーター調教師としての初勝利をあげた。
それからポーター調教師とウェルズ騎手によってキャノンズヒース厩舎はめざましい成績をおさめ、1867年までに英国のトップクラスの厩舎となった。たとえば1867年晩秋のニューマーケット競馬場の開催（Second October Meeting）では、2歳チャンピオン決定戦のミドルパークステークスで1・2着を独占し、さらに同じ開催でプレンダーガストステークス（Prendergast Stakes）、クリアウェルステークス（Clearwell Stakes）、王室賞（ロイヤルプレート）を勝っている。

### キングスクレア時代・前半（1867年 - 1875年）
この成功によってホーリー卿は競馬事業のさらなる拡大を決め、1867年の冬にバークシャー州ニューベリー近くのキングスクレア（Kingsclere）に新たな調教施設を建設した。ただし当時のキングスクレア厩舎は小さく、馬房は14、調教師の住まいとして用意された小屋もきわめて小さく質素なものだった。馬房もじめじめしていて冬の間はひどく冷え、次シーズンの3歳クラシックの期待馬たちは体調を崩してしまったという。
キングスクレアに移ってから最初のシーズンとなる1868年には、ポーター調教師はダービーに有力馬を3頭出走させた。ミドルパークステークス優勝馬のグリーンスリーヴ（Green Sleeve）、同2着のロジクルシアン（Rosicrucian）、クリアウェルステークス優勝馬のブルーガウンである。このうちブルーガウンが優勝し、ポーター調教師に最初のダービー優勝の栄冠をもたらした。ブルーガウンは直後のアスコットゴールドカップも制した。
翌1869年にはペロゴメス（Pero Gomez）でセントレジャーステークスを制し、調教師として2年連続のクラシック競走優勝を果たした。ブルーガウンのダービー優勝、ペロゴメスのセントレジャー優勝はいずれも、馬主はホーリー卿、鞍上はウェルズ騎手だった。

### キングスクレア時代・後半（1875年 - 1905年）
1875年にホーリー卿は没した。このときホーリー卿の遺言により、ポーター調教師にはキングスクレアの施設一切を4,000ポンドで購入できるオプションが遺贈された。ホーリー卿はキングスクレアに8,000ポンドを投じていたので、このオプションはその半値でキングスクレアを取得できるという寛大なものであった。
ポーターはこの選択権を行使したうえで、さらに20,000ポンドを投じてキングスクレアを拡張した。この拡張工事によって、キングスクレアはイギリスを代表するサラブレッド調教地に変貌を遂げた。馬房は広げられ、風通しがよくなり、滑りやすかった床は改善され、排水設備が整えられた。また、当時まだ身分として軽視されていた馬丁（厩務員）と見習い騎手のための浴室とトイレを建設したことも特筆される。そして近傍のウォーターシップダウン（Watership Down）という丘陵にサラブレッドが全力疾走するための起伏のある走路を造営した。この走路は「ダービー・ギャロップ」と呼ばれ、現代にも受け継がれている。当時ポーターは腸チフスを患っていながら、自ら製図板にむかい図面を描いたと自伝に綴っている。
ホーリー卿の馬がいなくなった最初の3年間、ポーター調教師は醸造業者のフレデリック・グラットン（Frederick Gretton）に依存することになった。その主な活躍馬はアイソノミー、ページェント（Pageant）、プレストンパンズ（Prestonpans）などである。ただ、グラットンは馬券で儲けることへの執着が強く、馬券売り場ですぐに他人に食ってかかるなど行状が悪く、評判の低い人物だった。1877年には、グラットンは馬券の倍率が高くなるようにわざとアイソノミーの出走をやめさせ、40,000ポンドを荒稼ぎした。1880年の秋には自分の持っている有力馬をレース寸前で取り消す手口でブックメーカーや一般客を欺き、利益をあげた。グラットンは「イギリスで世間に最も嫌われている馬主」となり、こうした狡猾さや悪辣さを善しとしないポーターとグラットンのあいだも不和になった。ポーターはこの年限りでグラットンと縁を切ることに決め、その所有馬をすべてキングスクレアから追い出した。
1880年に大富豪のグラットンと手を切った後も、ポーターのもとには次々と有力馬主が競走馬を預託するようになり、厩舎が困窮することはなかった。最初に縁があったのがフレデリック・ジョンストーン卿（Sir Frederick Johnstone）とアリントン男爵（1st Baron Alington）による通称「The Old Firm」という馬主連合である。1881年に彼らは所有馬すべてをポーターの厩舎へ移籍させてきた。同年にスタンフォード伯爵（7th Earl of Stamford）、さらに秋には初代ウェストミンスター公爵が馬を移してきた。
翌1882年、ウェストミンスター公爵のショットオーヴァーが2000ギニーとダービーを勝ち、スタンフォード伯爵のゲハイムニス（Geheimniss）がオークスを制した。1883年は「The Old Firm」ことフレデリック・ジョンストーン卿・アリントン男爵のセントブレーズ（St. Blaise）がダービー優勝。1884年にはパラドックス（Paradox）がデューハーストプレートを勝ち、翌1885年に2000ギニーも制覇した。この1885年のウェストミンスター公爵の持ち馬は、フェアウェル（Farewell）が1000ギニーに優勝し、オーモンドがデューハーストプレートに勝っている。さらに1886年にはこのオーモンドが2000ギニー、ダービー、セントレジャーのいわゆる「イギリスクラシック三冠」を無敗で制した。この時期はジョン・ポーター厩舎のいわゆる黄金時代とされている。
また、1886年からはアルバート・エドワード皇太子からも馬を預かるようになった。これはフレデリック・ジョンストーン卿と皇太子がオックスフォード大学時代の学友だったことから実現したものである。しかし、預かった皇太子の所有馬の中からはこれといった活躍馬は出なかった。理由は明らかにされていないが、1892年に皇太子は所有馬を別の調教師のもとへ移してしまった。移籍先はポーターとは親友だったリチャード・マーシュ調教師（Richard Marsh）である。マーシュ調教師の推測では、皇太子の所有馬の管理を委ねられていた代理人は軽薄で口が滑らかなタイプで、厳粛でまじめくさったタイプのポーター調教師とそりが合わなかったのだろうとしている。同じ1892年には、ポーターはヒルシュ男爵（Maurice de Hirsch）のラフレッシュで1000ギニー、オークス、セントレジャーを勝ち「牝馬三冠」を達成している。しかしこの年の暮れに、ヒルシュ男爵も皇太子とともにポーターのもとから馬を引き上げ、マーシュ調教師のところへ移してしまった。
皇太子がポーターに馬を預けていた当時、ポーターは皇太子のためにパーディタという牝馬を仕入れ、900ポンドで皇太子に買わせた。当時、周囲の人々は「こんな馬を皇太子に売りつけるとは、ポーターは皇太子を破滅させるつもりだろう」と評していた。1892年に皇太子はこれを含めた全ての持ち馬をすべてマーシュ調教師のところへ移したのだが、その翌年、パーディタは二冠馬パーシモンを産んだ。さらに4年後には三冠馬ダイヤモンドジュビリーを産んでいる。結局、パーディタが産んだ馬は、皇太子に7万2000ポンドの賞金と15万ポンドの種付け料収入をもたらし、皇太子は馬主チャンピオンになった。しかしいずれもマーシュ厩舎に預けられて走った。
1894年には「The Old Firm」のスロッスル（Throstle）がセントレジャーを勝った。1899年には、ポーター調教師としては3頭目の三冠馬となるフライングフォックス（馬主はウェストミンスター公爵）が出た。この間、1898年に自前の厩舎を解散させたポートランド伯爵の預託も受けるようになり、1900年にラロシュ（La Roche）がオークス優勝、ウィリアムザサードがダービー2着となった。翌1901年にはウィリアムザサードがアスコットゴールドカップを制した。

### 評価と引退
調教師としてのポーターは、生真面目で、競走馬と、若手騎手や厩務員を大切にした。そのため、競走馬をやたらと出走させることはなく、馬を強く追うことを避けた。また、負担重量の軽い競走を選択することで見習い騎手の騎乗機会を増やした。スタッフの待遇改善のため専用の風呂やトイレを整備したり、見習い騎手の賞金取り分を増やしたことでも知られている。しかしそのために、厩舎の経営はいつも苦しかったという。競馬の賞金はそのほとんどが厩舎の維持費に消え、かろうじて日常生活を営むことができる程度だった。馬主から授けられる臨時収入があったり、繁殖牝馬が思わぬ高値で売れたときだけが貯蓄をすることができた。
ポーターは1905年のシーズンを最後に、調教師業から退いた。43年間の通算勝利数はクラシック競走23勝を含む1063勝、総獲得賞金は720,021ポンドであった。キングスクレアの施設の維持費があまりにも高額だったため、ポーターはウェストミンスター公爵やポートランド伯爵と共同で厩舎を株式会社化した。そのうえでウィリアム・ウォー調教師（William Waugh）を招聘して厩舎の管理を委ねた。

### クラシック競走勝利記録
| 年     | 活躍馬               | 馬主                                           | 優勝レース                           |
| 1868年 | ブルーガウン         | ジョセフ・ホーリー卿                           | ダービー                             |
| 1869年 | ペロゴメス           | ジョセフ・ホーリー卿                           | セントレジャー                       |
| 1882年 | ショットオーヴァー   | ウェストミンスター公爵                         | 2000ギニー、ダービー                 |
| 1882年 | ゲハイムニス         | スタンフォード伯爵                             | オークス                             |
| 1883年 | セントブレーズ       | フレデリック・ジョンストーン卿とアリントン男爵 | ダービー                             |
| 1885年 | パラドックス         | Ｗ・Ｂ・クロート                               | 2000ギニー                           |
| 1885年 | フェアウェル         | ウェストミンスター公爵                         | 1000ギニー                           |
| 1886年 | オーモンド           | ウェストミンスター公爵                         | 2000ギニー、ダービー、セントレジャー |
| 1890年 | Sainfoin             | James Percy Miller, 2nd Baronet                | ダービー                             |
| 1891年 | コモン               | フレデリック・ジョンストーン卿とアリントン男爵 | 2000ギニー、ダービー、セントレジャー |
| 1892年 | ラフレッシュ         | ヒルシュ男爵                                   | 1000ギニー、オークス、セントレジャー |
| 1894年 | スロッスル           | フレデリック・ジョンストーン卿とアリントン男爵 | セントレジャー                       |
| 1899年 | フライングフォックス | ウェストミンスター公爵                         | 2000ギニー、ダービー、セントレジャー |
| 1900年 | ラロシュ             | ポートランド伯爵                               | オークス                             |

調教師としてのキャリアの間、ウェストミンスター公爵、ポートランド伯爵、クルー伯爵、ポーツマス伯爵の馬に調教を行った。
調教師、キングスクレアのオーナーとして英国クラシックレースで通算23勝をあげた。うち7回は最も権威のあるレースであるダービーである。三冠馬となったのはオーモンド（1886年）、コモン（1891年）、フライングフォックス（1899年）である。

## 引退・栄誉
1905年にレースから引退した。ニューベリー競馬場でのジョンポーターステークスは彼の名前の付いた古馬の1.5マイル（約2400メートル）の競走である。これは彼の死後6年後の1928年9月29日に初めて行われ、今日では4月に開催されている。

## ジョン・ポーターとニューベリー競馬場
ニューベリー競馬場の創設者でもあり、マネージングディレクターを務めた。
1903年、1904年にニューベリーに新しい競馬場を建てる提案を携えジョッキークラブへ何度も赴いた。彼は、ニューベリーが簡単にアクセス可能な場所にあることや人気のある施設の近くにあることは、新たな競馬場にとって理想的であると考えた。ジョッキークラブはこれらの提案を何度か却下し、すでに国内に十分な競馬場があると述べていた。
しかし、ポーターとエドワード7世の偶然の会合が全てを変えた。王はその提案に興味を示し、ジョッキークラブは最終的に許可を出した。ポーターはその後に進めることができた。
ニューベリー競馬場の会社は1904年4月26日に設立された。数日後、ポーターが議長を務め、ロンドンの事務所で第1回の理事会が開催された。彼らは土地を購入し、競馬場の建物と厩舎の建設を始めたが、それらを最初から作るのにわずか9か月しか与えられなかった。
ニューベリーでの最初のレースは1905年9月26日と27日に開催された。ポーターはZelisを調教し、Regulation Plateに勝利している。1905年のシーズン終わりに引退したため、ニューベリーでの勝利はこれが初めてで唯一であった。

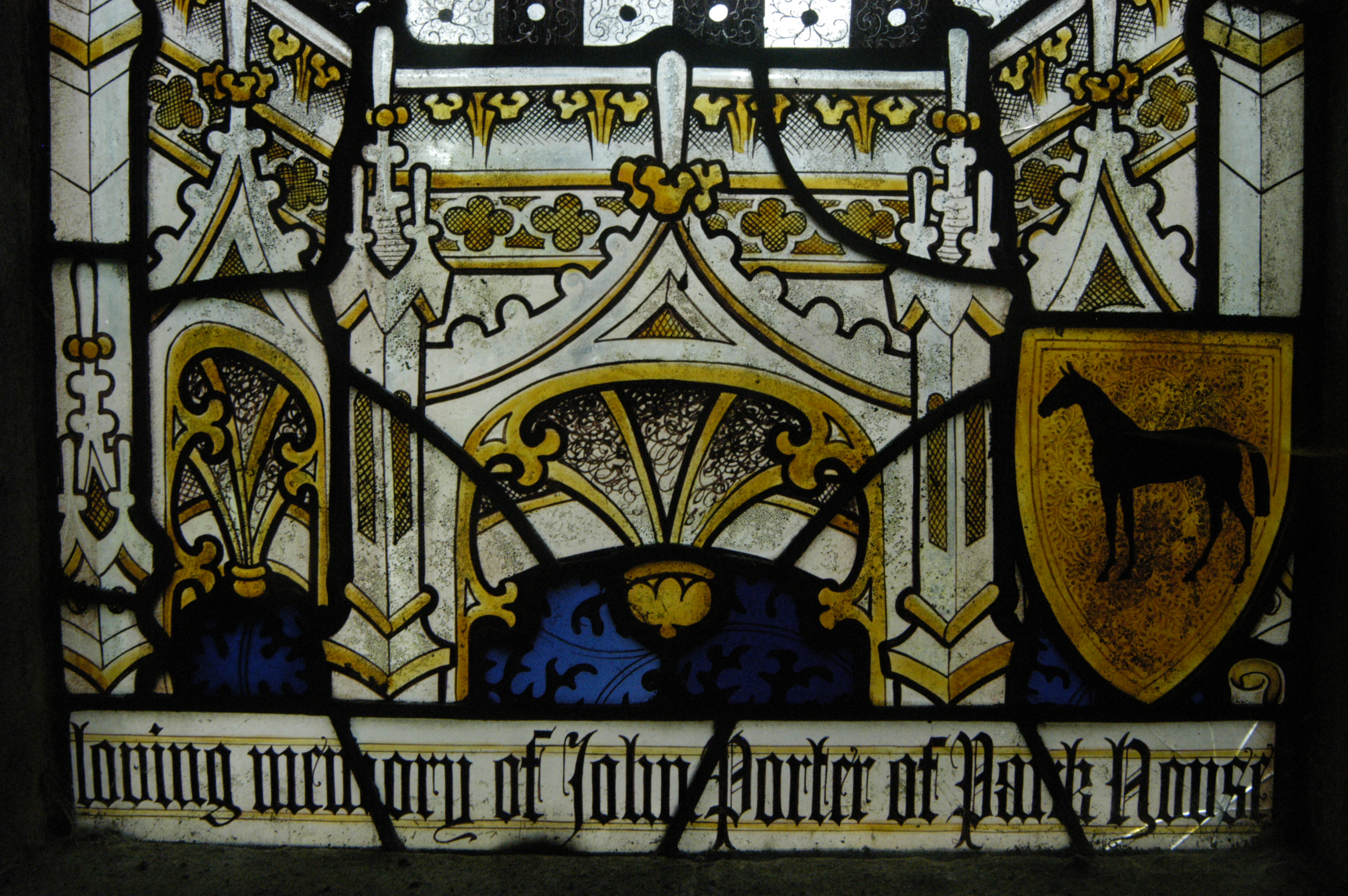
Kingsclereのポーターのメモリーにある窓の一部。

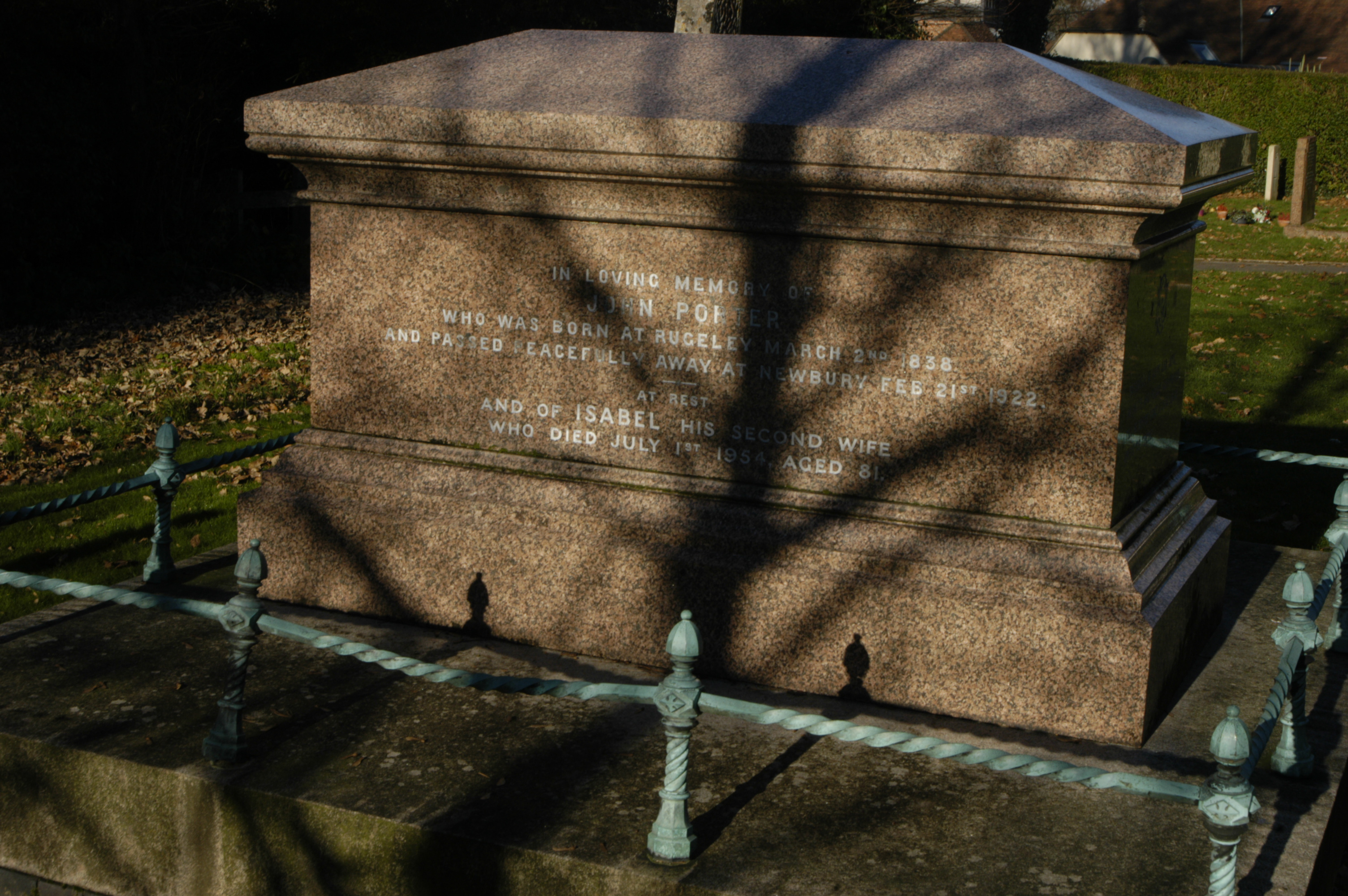
Kingsclereの聖マリア教会にあるジョン・ポーターと妻の墓